# Harpinia serrata
Harpinia serrata är en kräftdjursart som beskrevs av Georg Ossian Sars 1879. Harpinia serrata ingår i släktet Harpinia och familjen Phoxocephalidae. Det är osäkert om arten förekommer i Sverige. Inga underarter finns listade i Catalogue of Life.